# Техас
Техас (англ. Texas; МФА: [ˈtɛksəs]; ісп. Tejas) — другий за чисельністю населення та другий за площею штат США і найбільший серед континентальних штатів. Географічно розташований у південно-центральній частині країни, штат Техас є частиною американо-мексиканського кордону і межує з мексиканськими штатами Чіуауа, Коауїла, Нуево-Леон, і Тамауліпас на півдні та з американськими штатами Нью-Мексико на заході, Оклахомою на півночі, Арканзасом на північному сході, і Луїзіаною на сході. Площа Техасу (696 200 км²) на 10 % більша, ніж площа Франції та майже вдвічі більша, ніж площа Німеччини або Японії. Населення швидко зростає (29.1 мільйонів жителів (2020)).
Х'юстон є найбільшим містом в Техасі та четвертим за величиною в Сполучених Штатах, у той час як Сан-Антоніо є другим за величиною в штаті та сьомим за величиною в Сполучених Штатах. Даллас — Форт-Ворт і Великий Х'юстон є відповідно четвертою та п'ятою за величиною міськими агломераціями США. Іншими великими містами є Ель-Пасо та Остін — столиця штату. Техас має прізвисько Штат самотньої зірки для відзначення штату Техас, як колишньої незалежної республіки і як нагадування про боротьбу штату за незалежність від Мексики. «Самотню зірку» можна знайти на прапорі та на печатці штату Техас. Назва штату походить від слова «Tejas», що означає друзі мовою племен Кеддо.

## Географія

### Геологія
Техас знаходиться в найпівденнішій частині Великих рівнин, яка закінчується біля гірської системи Західна Сьєрра-Мадре в Мексиці. Континентальна кора складена стабільним мезопротерозойським кратоном, який переходить через широку континентальну окраїну і перехідну кору в океанічну кору Мексиканської затоки. Найдавніші породи Техасу сформувалися в мезопротерозойській ері та мають вік близько 1600 млн років.
Докембрійські метаморфічні та магматичні породи поширені на більшості території штату і виходять на денну поверхню в трьох місцях: височині Льяно, поблизу Ван-Горна і в горах Франкліна, які знаходяться неподалік від міста Ель-Пасо. Осадові породи покривають більшість з цих давніх порід. Найдавніші відклади були накопичені на флангах континентальної окраїни (пасивної окраїни), яка формувалася протягом кембрійського періоду.

## Урагани та торнадо
Грози часто трапляються в Техасі, особливо в східній і північній частинах штату. Алея торнадо охоплює північну частину Техасу. Більшість торнадо в Сполучених Штатах, в середньому 139 на рік, спостерігаються в Техасі. Вони зазвичай відбуваються у квітні, травні або в червні.
Деякі найбільш руйнівні урагани в історії США вдарили й по Техасу. Ураган 1875 року вбив близько 400 осіб в Індіанолі, після чого ще один ураган вщент зруйнував це місто 1886 року. Ці події дозволили Ґалвестону стати головним портовим містом штату. Ґалвестонський ураган 1900 року спустошив і це місто, убивши близько 8000 осіб, або, можливо, 12000 осіб. Це робить його найсмертоноснішим стихійним лихом в історії США.
2017 року Ураган Гарві обрушився на берег у Рокпорті як ураган 4-ї категорії, завдавши значної шкоди. Ураган затих над сушею, але він приніс безпрецедентну кількість опадів у район Великого Г'юстона і навколишніх округів. Результатом стала катастрофічна повінь, яка затопила сотні тисяч будинків. У кінцевому підсумку, Гарві став найдорожчим ураганом у світі, завдавши збитків у розмірі 198,6 мільярда доларів, перевищивши вартість збитків від урагану Катріна.
Інші руйнівні урагани Техасу: Ґалвестонський ураган 1915 року, ураган Одрі 1957 року (загинуло понад 600 осіб), ураган Карла 1961 року, ураган Беула 1967 року, ураган Алісія 1983 року, ураган Ріта 2005 року й ураган Айк 2008 року. Тропічні циклони також завдають значних збитків.

## Історія

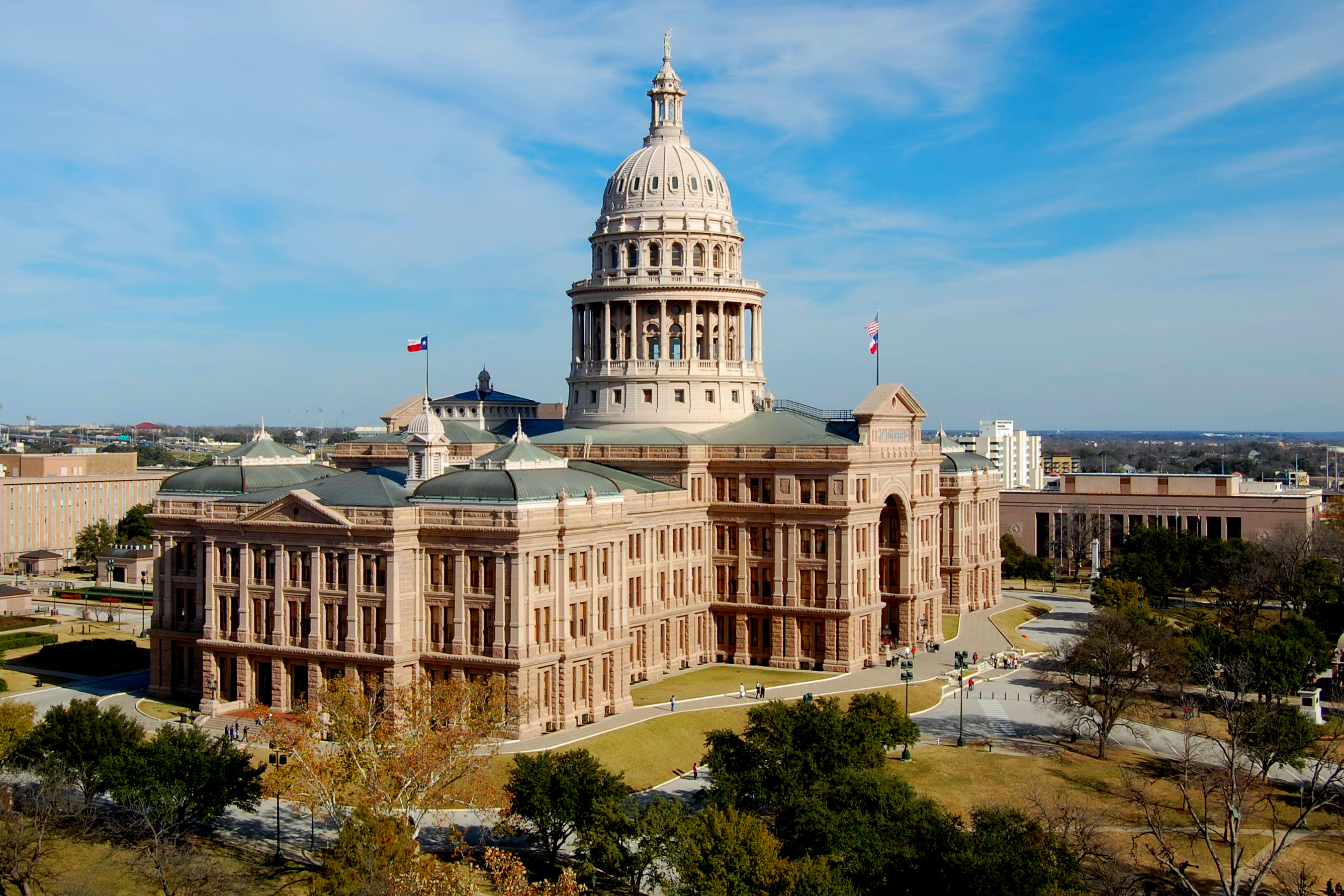
Капітолій штату Техас в Остіні

Здобув незалежність від Мексики 2 березня 1836 рішенням з'їзду американців Техасу в містечку Вашингтон-на-Бразосі. Делегати з'їзду обрали Девіда Бернета тимчасовим президентом, Сема Г'юстона — головнокомандувачем збройних сил і ухвалили конституцію, що законодавчо закріплювала рабовласництво, заборонене у Мексиці.
Через шість тижнів після поразки мексиканської армії в битві при Сан-Джесінто мексиканці відвели свої війська за річку Ріо-Гранде і фактично визнали незалежність Техасу.
14 травня 1839 року були підписані Веласкські договори.
Згодом Сем Г'юстон став першим обраним президентом Техасу. Республіку, котра проіснувала до 1845 року, визнали США, Велика Британія та Франція. У 1845 році Техас став 28-м штатом США.

## Економіка
Техас є одним з найбільших і найбільш швидко зростаючих економік штатів США. Станом на 2013 рік, в Техасі знаходяться головні офіси п'яти з 50 найбільших компаній зі списку Fortune 500. Всього в списку представлено 50 компаній з Техасу (третій показник після Нью-Йорку і Каліфорнії). Техас є найбільшим експортером товарів у США, оборот торгівлі штату з іншими країнами становить понад $100 млрд на рік. Якби Техас був суверенною країною, він мав би (станом на 2012 рік) 14-й рядок за величиною економіки у світі за ВВП (випереджаючи Південну Корею та Нідерланди). Незважаючи на зростаючу економіку Техасу, штат також є одним з найбідніших в США.

## Населення
| Динаміка населення Техасу | Динаміка населення Техасу | Динаміка населення Техасу |
| ------------------------- | ------------------------- | ------------------------- |
| Рік                       | Населення                 | %, ±                      |
| 1850                      | 212 592                   | —                         |
| 1860                      | 604 215                   | 184,2 %                   |
| 1870                      | 818 579                   | 35,5 %                    |
| 1880                      | 1 591 749                 | 94,5 %                    |
| 1890                      | 2 235 527                 | 40,4 %                    |
| 1900                      | 3 048 710                 | 36,4 %                    |
| 1910                      | 3 896 542                 | 27,8 %                    |
| 1920                      | 4 663 228                 | 19,7 %                    |
| 1930                      | 5 824 715                 | 24,9 %                    |
| 1940                      | 6 414 824                 | 10,1 %                    |
| 1950                      | 7 711 194                 | 20,2 %                    |
| 1960                      | 9 579 677                 | 24,2 %                    |
| 1970                      | 11 196 730                | 16,9 %                    |
| 1980                      | 14 229 191                | 27,1 %                    |
| 1990                      | 16 986 510                | 19,4 %                    |
| 2000                      | 20 851 820                | 22,8 %                    |
| 2010                      | 25 145 561                | 20,6 %'                   |
| 2016                      | 27 862 596                | 10,8 %                    |

### Мовний склад населення (2010)[10]
| Мови             | Частка людей віком від 5 років, % |
| ---------------- | --------------------------------- |
| Англійська       | 65,80                             |
| Іспанська        | 29,21                             |
| В'єтнамська мова | 0,75                              |
| Китайська        | 0,42                              |
| Німецька         | 0,33                              |
| Тагальська       | 0,29                              |
| Французька       | 0,25                              |
| Корейська        | 0,24                              |
| Урду             | 0,24                              |
| Хінді            | 0,23                              |
| інші             | 2,24                              |

### Расово-етнічний склад населення[11]
|                                                  | 2000, % | 2010, % | 2020, % |
| ------------------------------------------------ | ------- | ------- | ------- |
| білі (без врахування латиноамериканців)          | 52,43   | 45,33   | 39,75   |
| чорні                                            | 11,34   | 11,48   | 11,82   |
| корінні американці (індіанці та мешканці Аляски) | 0,33    | 0,32    | 0,29    |
| азіати                                           | 2,66    | 3,77    | 5,36    |
| вихідці з тихоокеанських островів                | 0,05    | 0,07    | 0,10    |
| інша раса                                        | 0,10    | 0,14    | 0,39    |
| змішані раси (мультираса)                        | 1,11    | 1,27    | 3,04    |
| окремо латиноамериканці                          | 31,99   | 37,62   | 39,26   |

### Злочинність
У Техасі злочиність значно вища за середню по країні, на 17,3. Найбільш злочинними округами штату є:
- Гарріс
- Форт-Бенд
- Тревіс
- Беар
- Ідальго
- Монтгомері
- Ель-Пасо

## Освіта

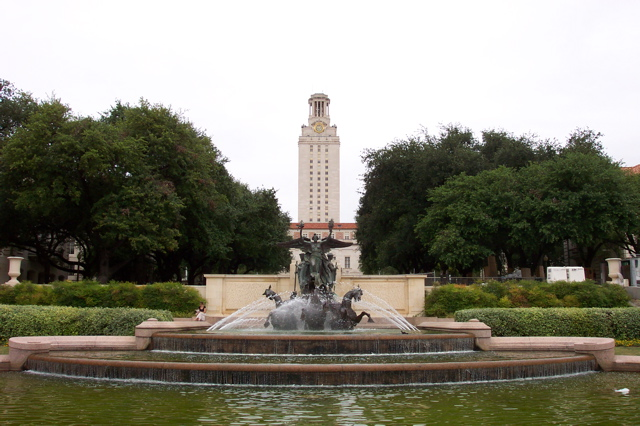
Техаський університет в Остіні

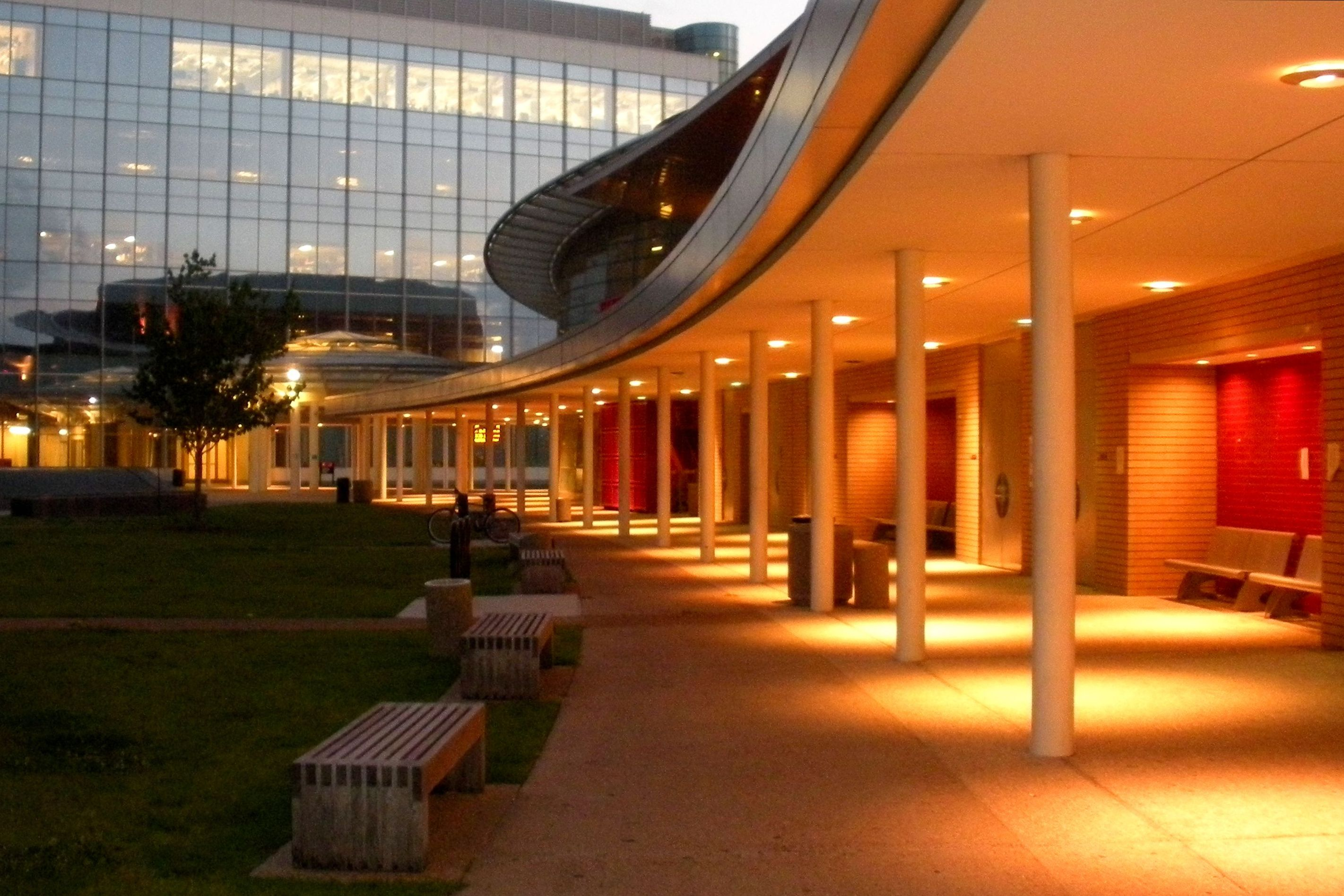
Університет Г'юстона. Інженерний коледж Каллена

### Університети
- Техаський університет в Остіні, дослідницький університет, понад 50 000  студентів та 16 500 викладачів і службовців, заснований 1883 року;
- Техаський університет A&M у Коледж-Стейшен, майже 70 тисяч студентів, заснований 1871 року;
- Техаський технологічний університет;
- Університет Г'юстона;
- Університет Північного Техасу в Дентоні;
- Техаський університет в Арлінгтоні;
- Техаський університет у Далласі;
- Техаський університет в Ель-Пасо;
- Техаський університет у Сан-Антоніо;
- Університет штату Техас;
- Університет Райса.